# Solokantate nr. 1
De Solokantate nr. 1, Herre, min frelses Gud is een minicantate geschreven door Johan Kvandal. Na dit werk schreef Kvandal nog twee soortgelijke werken. De eerste van de drie bleef het bekendst. Dat is zonder meer te verklaren uit het feit dat de (in die dagen) wereldberoemde zangeres Kirsten Flagstad het werk zong. Zij zong het in september 1853 in een radioprogramma op de NRK, begeleid door het Noorse Radiosymfoniekorkest, waarschijnlijk onder leiding van Hugo Kramm. Volgens de componist kwam het werk ook in de Verenigde Staten terecht, al waar een grote Noorse gemeenschap leeft. Het verscheen daar als illegale opname. 
Later is het werk nog eens vastgelegd door zangeres Aase Nordmo Løvberg met het Oslo Filharmoniske Orkester onder leiding van Sverre Bruland. Die werd niet commercieel uitgegeven.
Kvandal gebruikte teksten uit
- Psalm 88:1-4, 7, 11, 13 en 15
- Jesaja 60:1-3

Kvandal schreef het voor:
- hoge zangstem (sopraan of tenor)
- 2 dwarsfluiten, 2 hobo’s, 2 klarinetten,  2 fagotten
- 4 hoorns, 2 trompetten
- pauken,  percussie
- violen, altviolen, celli, contrabassen